# Daniel Faraday
Daniel Faraday er en fiktiv person i den amerikanske tv-serie Lost, spillet af Jeremy Davies. Han har sin første optræden i "The Beginning of the End."

## Biografi

### Før øen
Daniel overværer fundet af Oceanic Flight 815. Han græder ved nyheden, men ved ikke hvorfor. Han rekrutteres senere til Naomis team på en mission der er planlagt af Matthew Abbadon. Han er den første af folkene fra fragtskibet (undtaget Naomi) til at lande på øen, efter Miles skubber ham ud af helikopteren.

### På øen

#### Sæson 4
Daniel lander på øen 23. december 2004, efter at være styrtet ned med helikopteren. Jack og Kate finder ham i junglen, og de forsøger sammen at spore Daniels kollega, Miles. Kate og Jack bliver lettere suspekte overfor Daniel, fordi han bærer en pistol, og ikke forklarer hvorfor han har medbragt blandt andet en gasmaske. Han fortæller også at det ikke er deres primære mission at redde at de overlevende fra Oceanic. Da de finder Miles nær havet, tager Miles Jack på skudhold, mens Kate prøver at tage pistolen fra Daniel. Miles tvinger de to med gennem junglen, mens Daniel forsøger at berolige ham. Magtpositionen ændres da Juliet og Sayid kommer til Kate og Jacks undsætning. Senere genforenes de med piloten Frank, og fortæller at han formåede at lande bevare helikopterens teknik tilstrækkeligt til at den fortsat er operativ. Daniel udspørger Juliet om hendes efternavn, og da han kender passagerlisten udenad, ved han hun ikke er på, og det motiverer Miles til at forklare hvorfor er på øen: For at finde Ben. Daniel opdager i kølvandet på et eksperiment at øens fysiske love er ude af takt med hvad han mener er faktuelt.
Daniel og Charlotte vender med Jack og Juliet tilbage til stranden. Daniel og Charlotte opdager at han er ved at have et hukommelsessvigt. Jack og Juliet spørger hvorfor de ikke kan komme i kontakt med båden, og Charlotte lader dem bruge en kanal der ellers kun var egnet til nødsituationer. De erfarer at helikopteren aldrig er kommet frem.

## Trivia
- Under castingen var figuren kaldt "Russell Faraday." Et alias brugt i Stephen King-romanen The Stand.
- Michael Faraday var en britisk fysiker og kemiker. Daniel Faraday er også fysiker, og gør sig opdagelser om øens lys og tidsforskelle.

## Fodnoter
1. ↑  Lost: 
"The Beginning of the End" (Sæson 4, afsnit 1). Manuskript af Damon Lindelof & Carlton Cuse.  Broadcasted første gang på American Broadcasting Company den 31. januar 2008.
2. ↑  Lost: 
"Confirmed Dead" (Sæson 4, afsnit 2). Manuskript af Drew Goddard & Brian K. Vaughan.  Broadcasted første gang på American Broadcasting Company den 7. februar 2008.
3. ↑  Lost: 
"The Economist" (Sæson 4, afsnit 3). Manuskript af Edward Kitsis & Adam Horowitz.  Broadcasted første gang på American Broadcasting Company den 14. februar 2008.
4. ↑  Lost: 
"Eggtown" (Sæson 4, afsnit 4). Manuskript af Elizabeth Sarnoff & Greggory Nations.  Broadcasted første gang på American Broadcasting Company den 21. februar 2008.